# José Cámara Buey
El coronel José Cámara Buey fue un militar mexicano que participó en la Revolución mexicana. Nació en Yucatán. Fue un antirreeleccionista que se unió al maderismo desde sus inicios, prestando importantes servicios a la causa de José María Pino Suárez. 
Se levantó en armas contra Victoriano Huerta, operando en su estado natal. En 1915, ya con el grado de Coronel, fue Jefe del Batallón Pino Suárez de Mérida, Yucatán. Fue asesinado ese mismo año cuando ocurrió el levantamiento del Batallón Cepeda Peraza, formado por exfederales. 